# Rafael Reis
Rafael Ferreira Reis (ur. 15 lipca 1992 w Setúbal) – portugalski kolarz szosowy.

## Osiągnięcia
Opracowano na podstawie:

2009
- 1. miejsce w mistrzostwach Portugalii juniorów (jazda indywidualna na czas)

2010
- 1. miejsce w mistrzostwach Portugalii juniorów (jazda indywidualna na czas)
- 1. miejsce w mistrzostwach Portugalii juniorów (start wspólny)
- 3. miejsce w mistrzostwach Europy juniorów (start wspólny)

2013
- 1. miejsce w mistrzostwach Portugalii U23 (jazda indywidualna na czas)

2014
- 1. miejsce w mistrzostwach Portugalii U23 (jazda indywidualna na czas)

2016
- 1. miejsce w prologu Troféu Joaquim Agostinho
- 1. miejsce w prologu Volta a Portugal

2017
- 2. miejsce w mistrzostwach Portugalii (jazda indywidualna na czas)

2018
- 1. miejsce w prologu Troféu Joaquim Agostinho
- 1. miejsce w prologu Volta a Portugal

2021
- 2. miejsce w mistrzostwach Portugalii (jazda indywidualna na czas)
- 3. miejsce w Volta ao Alentejo
- 1. miejsce w klasyfikacji punktowej Volta a Portugal
  - 1. miejsce w prologu oraz na 1., 7. i 10. etapie

2022
- 1. miejsce w mistrzostwach Portugalii (jazda indywidualna na czas)
- 1. miejsce w igrzyskach śródziemnomorskich (jazda indywidualna na czas)
- 1. miejsce w prologu Volta a Portugal

## Rankingi
| Rok              | 2011  | 2012  | 2013 | 2014 | 2015 | 2016 | 2017  | 2018  | 2019  | 2020  | 2021 | 2022 | 2023 | 2024  |
| ---------------- | ----- | ----- | ---- | ---- | ---- | ---- | ----- | ----- | ----- | ----- | ---- | ---- | ---- | ----- |
| World Ranking    |       |       |      |      |      | 744. | 1181. | 1344. | 2257. | 1039. | 440. | 656. | 805. | 1181. |
| UCI Europe Tour  | 1019. | 1141. | -    | 858. | 923. | 460. | 898.  | 840.  | 1449. | 807.  | 364. | 504. | -    | -     |
| UCI America Tour | -     | -     | -    | -    | -    | -    | 342.  | -     |       |       |      |      |      |       |
|                  |       |       |      |      |      |      |       |       |       |       |      |      |      |       |
| Źródło: UCI      |       |       |      |      |      |      |       |       |       |       |      |      |      |       |